# Engelsbrunn
Engelsbrunn (ukr. Енґельсбрунн) – niegdysiejsza kolonia w Galicji. Wraz z wsią Huczko tworzyła wspólną gminę. Do roku 1939 w polskim powiecie dobromilskim. Od 1924 część miasta Dobromil w zachodniej Ukrainie, w obwodzie lwowskim, w rejonie starosamborskim. W Dobromilu znajdowała się także obejmująca kolonię parafia rzymskokatolicka. Engelsbrunn ulokowany był na północnym brzegu rzeki Wyrwa, w pobliżu kolonii Rosenburg. 
Wieś zorganizowana została jako kolonia niemiecka. Pierwsi koloniści, przeważnie wyznania rzymskokatolickiego, zaczęli przybywać tu w roku 1784, w ramach kolonizacji józefińskiej.